# Deloncle-Bucht
Die Deloncle-Bucht (französisch Baie Deloncle) ist eine 2,5 km lange Bucht an der Graham-Küste des Grahamlands auf der Antarktischen Halbinsel. Sie liegt zwischen dem Loubat Point und dem Glandaz Point und öffnet sich gegenüber der Booth-Insel dem Lemaire-Kanal.
Teilnehmer der Belgica-Expedition (1897–1899) unter der Leitung des belgischen Polarforschers Adrien de Gerlache de Gomery entdeckten sie. Teilnehmer der Vierten Französischen Antarktisexpedition (1903–1905) unter der Leitung des Polarforschers Jean-Baptiste Charcot nahmen eine neuerliche Kartierung vor. Charcot benannte die Bucht nach dem französischen Diplomaten François Deloncle (1856–1922), Sekretär der Société de Géographie, der die Finanzierung von Charcots Forschungsfahrt unterstützte.